# Sargantana de les Pitiüses
La sargantana de les Pitiüses (Podarcis pityusensis) és una espècie de sauròpsid (rèptil) escatós de la família dels lacèrtids, endèmica de les Pitiüses.
Originària d'Eivissa i Formentera ha estat introduïda a Mallorca. De grandària mitjana i aspecte variable, és una espècie robusta, de potes fortes i cap curt. Existeixen diverses subespècies, algunes de coloració molt fosca amb el ventre blau cobalt. Habita els paratges perifèrics pedregosos de les illes grans, acostant-se també a habitatges humans, murs i escombreres. En illots propers pobla els penyals sense vegetació.

## Subespècies
La delimitació en subespècies de la sargantana pitiüsa és un tema controvertit, el fet que l'espècie estigui present a les illes habitades, Eivissa i Formentera, amb la consegüent interferència humana, i que alguns illots s'hagin separat en temps relativament recent fa difícil establir una diferenciació taxonòmica definida, en tot cas les anàlisis d'ADN, en curs, tindran la darrera paraula. S'han arribat a proposar fins a 38 subespècies, però per a alguns només se n'han de compatibilitzar 5 per raons morfològiques i proximitat geogràfica (Cirer, 1981, 1987, en negreta a la llista seguides de les varietats que li correspondrien). La classificació més recent (Salvador, 1984, revisat per Kroniger i Zawadzki, 2002), en proposa 23:
- Podarcis pityusensis pityusensis (Bosca, 1883), Eivissa, Sal Rossa, Negres, Calders, Punta Sa Ferradura, Bosc, Ses illetes de Porroig, Illot de sa Mesquida. Per Cirer les subespècies calaesaladae, canaretensis, carlkochi, gorrae i kameriana serien varietats i el conjunt de la subespècie es definiria per ser de talla petita amb el cap i les potes curtes, dors verd o marró amb disseny negre.

Sinònims: Characae (Buchholz, 1954), Illot de Sa Mesquida; martinezi (Cirer, 1980), Sal Rossa; miguelensis (Eisentraut, 1928), Punta de Sa Ferradura; purroigensis (Buchholz, 1954), Ses Illetes de Porroig.
- Podarcis pityusensis calaesaladae (Müller, 1928), s'illeta de Cala Salada.
- Podarcis pityusensis canaretensis (Cirer, 1981), illot d'es Canaret.
- Podarcis pityusensis carlkochi (Mertens i Müller, 1940), sa Conillera.
- Podarcis pityusensis gorrae (Eisentraut, 1928), Na Bosc i Na Gorra.
- Podarcis pityusensis kameriana (Mertens, 1927), s'Espartar i s'Escull de s'Espartar.

Sinònim: zenonis (Müller, 1928), s'Escull de S'Espartar.
- Podarcis pityusensis schreitmuelleri (Müller, 1927), Es Malvins.

Sinònim: affinis Müller, 1927, Es Malví Pla. Per Cirer les subespècies schreitmuelleri, canensis, hortae, ratae, redonae i tagomagensis serien varietats i el conjunt de la subespècie es definiria per ser de talla gran i robusta, dors verd brillant i disseny negre.
- Podarcis pityusensis canensis (Einsentraut, 1928), illa des Canar.
- Podarcis pityusensis hortae (Buchholz, 1954), illot de s'Hort.
- Podarcis pityusensis ratae (Eisentraut, 1928), illa de ses Rates
- Podarcis pityusensis redonae (Eisentraut, 1928), illa Grossa de Santa Eulària i illa Redona.

Sinònim: grossae, Müller, 1929, Illa de Santa Eulària.
- Podarcis pityusensis tagomagensis (Müller, 1927), illa de Tagomago.
- Podarcis pityusensis formenterae (Eisentraut, 1928), Formentera, illa de S'Alga, illa d'En Forn, Conill de Formentera, s'Espalmador, s'Espardell, illa des Porcs. Per Cirer les subespècies ahorcadosi, caragolensis, gastabiensis, negrae i torretensis, serien varietats i el conjunt de la subespècie es definiria per tenir un baix nombre d'escates dorsals, ser de talla i coloració molt variables, però tenir el ventre sempre clar.

Sinònims algae (Wettstein, 1937), illa de S'Alga; grueni (Müller, 1928), es Trucadors; espardellensis (Eisentraut, 1928), s'Espardell; puercosensis (Buchholz, 1954), illa des Porcs; espalmadoris (Müller, 1928), S'Espalmador; subformenterae (Buchholz, 1954), Conill de Formentera; sabinae (Buchholz, 1954), la Savina.
- Podarcis pityusensis ahorcadosi (Einsentraut, 1930), illa des Penjats
- Podarcis pityusensis caragolensis (Buchholz, 1954), En Caragoler.
- Podarcis pityusensis gastabiensis (Eisentraut, 1928), illa de Casteví
- Podarcis pityusensis negrae (Eisentraut, 1928), ses Illetes Negres
- Podarcis pityusensis torretensis (Buchholz, 1954), illa de sa Torreta.
- Podarcis pityusensis maluquerorum (Mertens, 1921), Bleda Plana i Escull Vermell. Per Cirer les subespècies frailensis, hedwigkamerae i muradae serien varietats i el conjunt de la subespècie es definiria per ser de talla molt gran i robusta, de coloració melànica.
- Podarcis pityusensis frailensis (Eisentraut, 1928), illa des Frares.
- Podarcis pityusensis hedwigkamerae (Müller, 1927), ses Margalides
- Podarcis pityusensis muradae (Eisentraut, 1928), illa Murada.
- Podarcis pityusensis vedrae (Müller, 1927), es Vedrà i es Vedranell. Talla gran i coloració blavosa.

Sinònim: vedranellensis (Müller, 1929), es Vedranell.

## Galeria

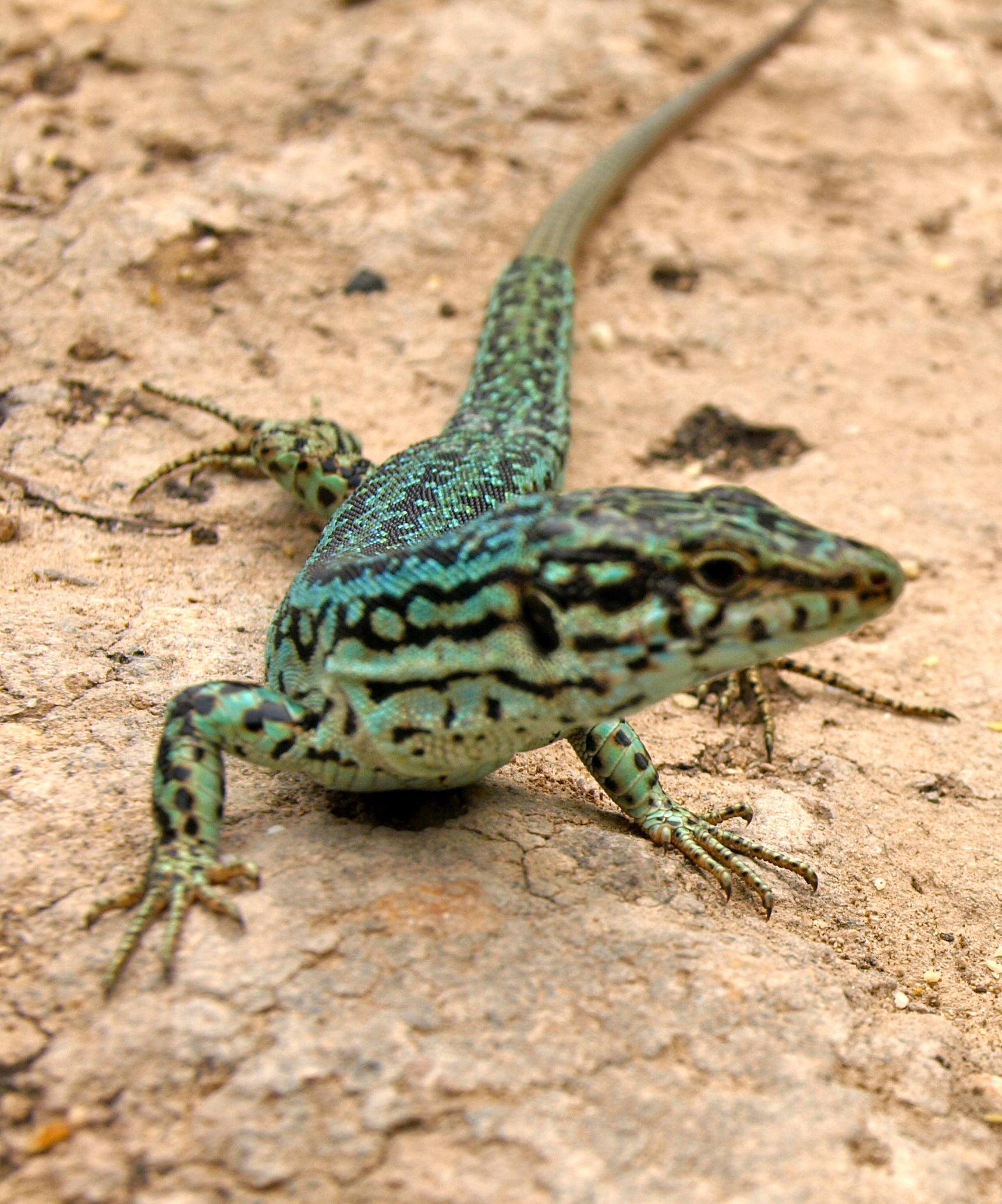
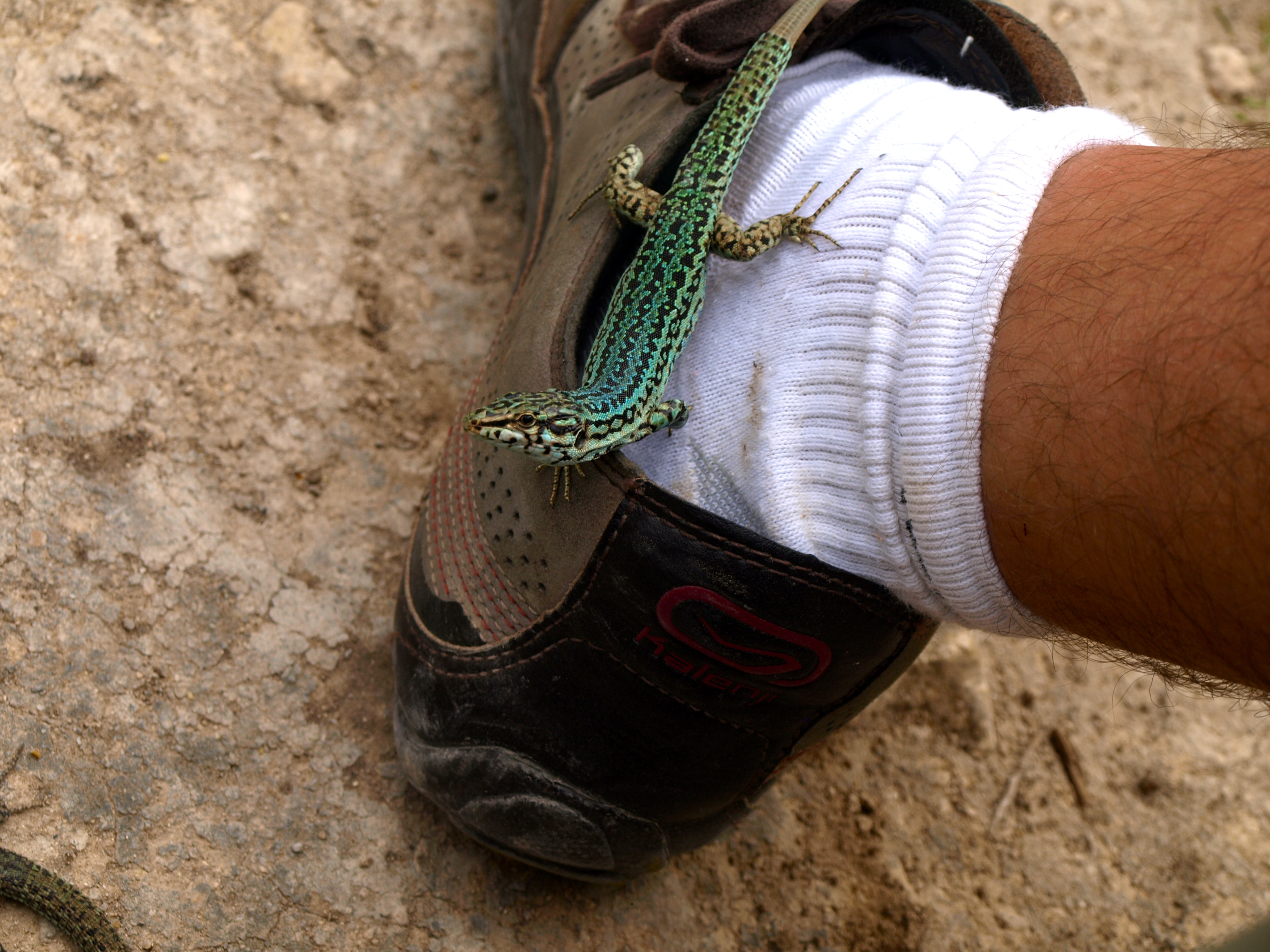
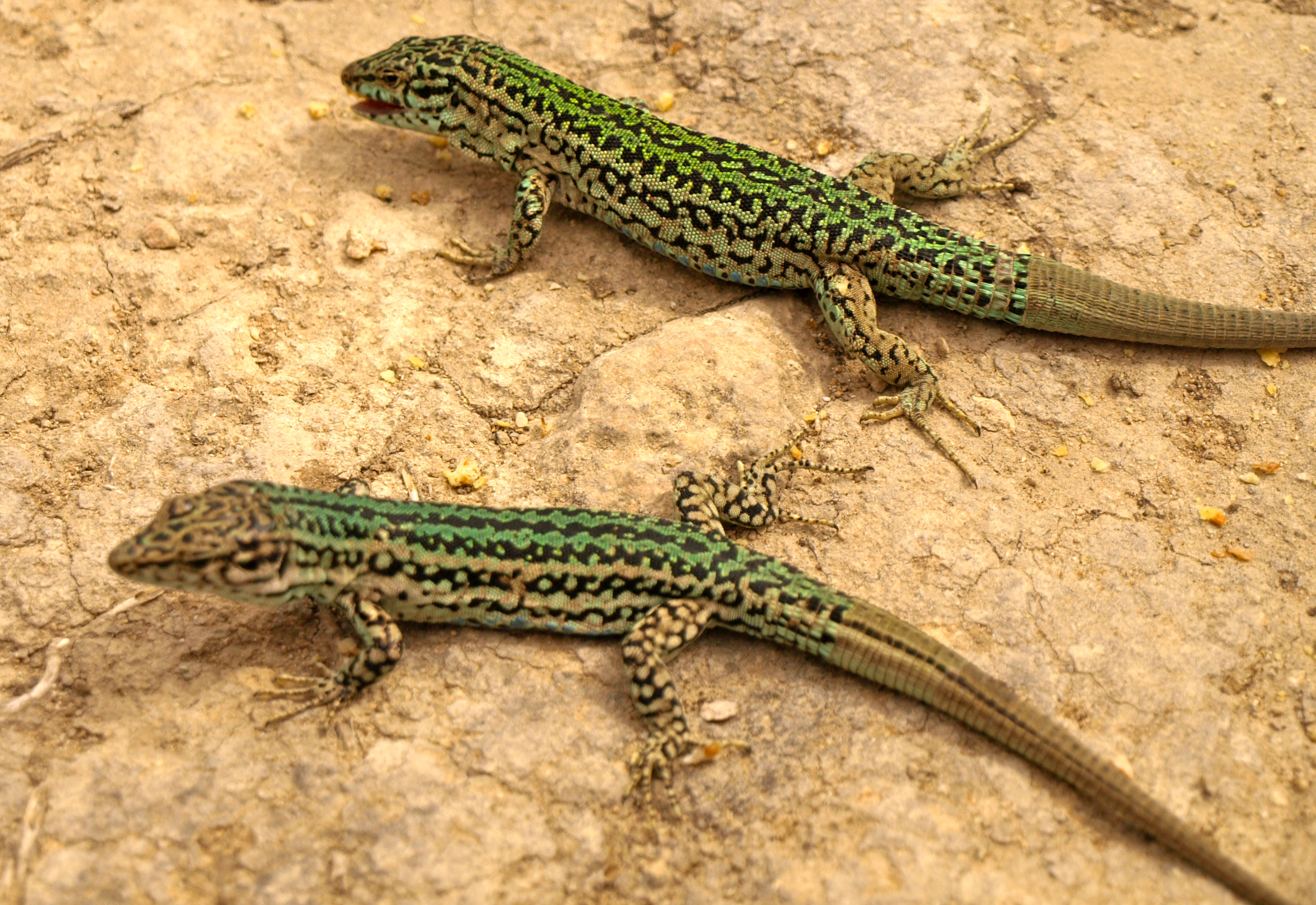
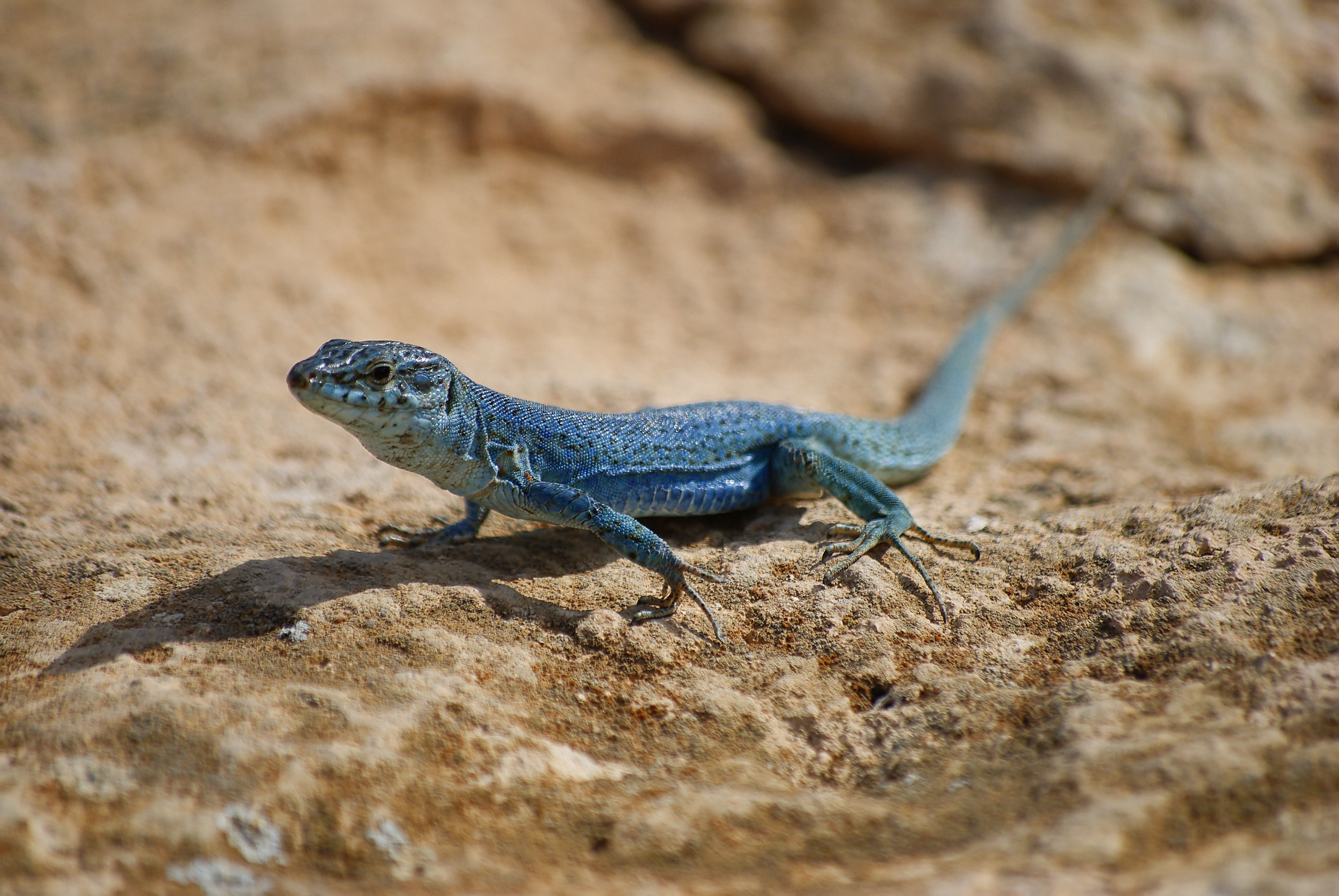
La subespècie Sargantana de Formentera (P. pityusensis formenterae)